# Список пісень з мультсеріалу «Фінеас і Ферб»
Список пісень мультсеріалу «Фінеас і Ферб» каналу Дісней.

## Заставка
Перша пісня, яку можна почути на початку кожного з епізодів, це — «Почалися три місяці літніх канікул» — музична заставка мультсеріалу «Фінеас і Ферб», у виконанні акторів дубляжу української версії. Головна заставка мультсеріалу «Фінеас і Ферб» першого та третього сезонів відрізняється від заставки другого та четвертого сезонів через різні студії дубляжу: «Le Doyen» та «1+1» відповідно.

## Перший сезон
Є два епізоди без пісень — це «Американські гірки» та «Світло, Кендес, почали!». 
| Епізод                           | Назва пісні                                              | Виконавці                                                  |
| Американські гірки               | —                                                        | —                                                          |
| Кендес втрачає голову            | З днем народження, Кендес                                | —                                                          |
| Швидкий Фінеас                   | Фінеас, давай і давай, Ферб!                             | Ізабелла та дівчата-скаути                                 |
| Садові гноми і пляжна вечірка    | Усі на пляж                                              | Ферб                                                       |
| Садові гноми і пляжна вечірка    | На дворі пляж (#2 на Кліптастичному хітпараді)           | —                                                          |
| Садові гноми і пляжна вечірка    | Час, дівчино, настав                                     | —                                                          |
| Садові гноми і пляжна вечірка    | Перрі Качкодзьоб                                         | —                                                          |
| Чудова трійця                    | Знову в путь                                             | Ковбой                                                     |
| Чудова трійця                    | В магазин                                                | Фінеас, Ізабелла                                           |
| Зима-Літо                        | Зима влітку                                              | Ізабелла                                                   |
| Ви моя мумія?                    | Я і мумія моя                                            | —                                                          |
| Фабрика зірок                    | Ґічі ґічі ґу (#1 на Кліптастичному хітпараді)            | Фінеас і Фербтоунси (Фінеас, Ферб, Фербетки, Кендес)       |
| Фабрика зірок                    | Я Ліндана і я хочу веселитись!                           | Ліндана                                                    |
| Роздратований хуліган            | Хуліган                                                  | —                                                          |
| Роздратований хуліган            | Усе так погано                                           | Brawn                                                      |
| Світло, Кендес, почали           | —                                                        | —                                                          |
| Заберіть від мене цього Бігфута! | Він Бігфут                                               | Дідусь Клайд                                               |
| Битва халабудок                  | Голубиний арт-обстріл                                    | Дуфеншмірц                                                 |
| Машина часу                      | Ти єдиний ворог мій                                      | —                                                          |
| Машина часу                      | Мій ненависник                                           | —                                                          |
| Цирк придурків                   | Вони поганці (#6 на Кліптастичному хітпараді)            | Кендес                                                     |
| Зі всіту по іграшці              | Шимі Джимі                                               | —                                                          |
| Зі всіту по іграшці              | Швидка робоча пісенька                                   | —                                                          |
| Зі всіту по іграшці              | Цегла                                                    | —                                                          |
| Налякай її                       | Перрі Качкодзьоб (розширена версія)                      |                                                            |
| Налякай її                       | Це Кендес                                                | —                                                          |
| Налякай її                       | Один переляк допоможе                                    | Фінеас                                                     |
| Важка це робота — бути лицарем   | Балада про чорного лицаря                                | Huffer                                                     |
| Я, Бробот                        | Фінедроїди і Ферботи                                     | —                                                          |
| Мамин день народження            | З днем народження, мамо (#7 на Кліптастичному хітпараді) | Кендес                                                     |
| Подорож у центр Кендес           | У річках гемоглобіну                                     | Сергій Юрченко                                             |
| Подіум тікає з-під ніг           | Чудове літо цілий рік                                    | —                                                          |
| Я кричу, ти кричиш               | Торба (#3 на Кліптастичному хітпараді)                   | Кендес, Ванесса                                            |
| Світ — це багно!                 | Це дівча монстр-трак                                     | —                                                          |
| Балада Гидьбороди                | Балада Гидьбороди                                        | Фінеас, Ферб, Кендес, Ізабелла, Б'юфорд, Бальджит, Ґретчен |
| Балада Гидьбороди                | Що мої ніздрі шепочуть мені                              | Кендес                                                     |
| Чуваки, ми знову збираємо групу  | Історія рок-музики                                       | Денні, Фінеас                                              |
| Чуваки, ми знову збираємо групу  | Суперстар                                                | Боббі                                                      |
| Чуваки, ми знову збираємо групу  | Втратив ритм (#8 на Кліптастичному хітпараді)            | Шерман, Фінеас                                             |
| Чуваки, ми знову збираємо групу  | Від кохання вже не втечеш                                | Love Händel                                                |
| Чуваки, ми знову збираємо групу  | Музика єднає                                             | Love Händel                                                |
| В гостях у «Бетті»               | Бетті імпровізація (Betty Jam)                           | «Бетті»                                                    |
| В гостях у «Бетті»               | Фінеас і Ферб                                            | —                                                          |
| В гостях у «Бетті»               | Готуйтеся до «Бетті» (#10 на Кліптастичному хітпараді)   | Креш («Бетті») (співає: Валентина Лонська)                 |
| Летючий Риболов                  | Летючий торговець                                        | Фінеас, Ізабелла, хор, дівчата-скаути                      |
| Нарешті!                         | Життя прекрасне                                          | —                                                          |
| Нарешті!                         | Менший брате (#4 на Кліптастичному хітпараді)            | Стейсі (співає: Валентина Лонська)                         |
| Нарешті!                         | Кайдани на мені                                          | Сергій Юрченко                                             |
| Нарешті!                         | Фанківська мелодія                                       | —                                                          |
| Грецька блискавка                | Колісниця (Ти неси мене вперед)                          | —                                                          |
| Грецька блискавка                | Пол Баньон млинець-капець (джинґл)                       | —                                                          |
| Ми попалимо їх за вас            | Попалимо (пісенька)                                      | —                                                          |
| Ми попалимо їх за вас            | Літо                                                     | —                                                          |
| Покажи їм                        | По колу вперед                                           | —                                                          |
| Ледачий день                     | Ледачий день настав                                      | Джеремі, Кендес                                            |
| 27000 років до нашої ери         | Реклама сендвічів (джинґл)                               | —                                                          |
| Подорож у глиб Б'юфорда          | Пісня про рибку Б'юфорда                                 | Валентина Лонська                                          |
| Заберіть від мене ключки         | Швидка робоча пісенька                                   | —                                                          |
| Заберіть від мене ключки         | Королева диско міні гольфу                               | —                                                          |
| Цей качиний ніс мене повнить?    | Все дуже смачно у клоуна Слащі                           | —                                                          |
| Цей качиний ніс мене повнить?    | Перрі дівчинка підліток                                  | —                                                          |
| Операція «Камера»                | Як тваринка каже                                         | Майор Монограм                                             |
| Драматичний боулінг              | Ти лети, крутися мій м'яч                                | —                                                          |
| Монстр Фінеаса і Фербенштейна    | Найлютіший                                               | —                                                          |
| Кендес в олії                    | Вражу свого професора                                    | Дуфеншмірц                                                 |
| Науковий ярмарок                 | Балівуд                                                  | Бальджит, Фінеас                                           |
| Науковий ярмарок (інша версія)   | Балівуд (мінус)                                          |                                                            |
| Науковий ярмарок (інша версія)   | Ми стежимо, ми чекаємо (мінус)                           |                                                            |
| Науковий ярмарок (інша версія)   | Марсіанська королева (#9 на Кліптастичному хітпараді)    | Кендес                                                     |
| Космічна подорож                 | У космос ракету запусти                                  | —                                                          |
| Космічна подорож                 | Інопланетний бар                                         | —                                                          |
| Пограємо у гру?                  | Ф-ігри                                                   | —                                                          |
| Пограємо у гру?                  | Це Кендес                                                |                                                            |
| Комета Керміліана                | Це Кендес                                                |                                                            |
| Комета Керміліана                | Швидка робоча пісенька                                   | —                                                          |
| Комета Керміліана                | Я і мумія моя (мінус)                                    |                                                            |
| Комета Керміліана                | Б.В.Ш (Білки в штанах) (#5 на Кліптастичному хітпараді)  | Два чуваки у парку                                         |
| У ритмі танцю                    | П'єра голова                                             | —                                                          |
| У ритмі танцю                    | Будьмо цифрові (мінус)                                   |                                                            |
| У ритмі танцю                    | Готуйтеся до Бетті (уривок)                              |                                                            |
| Слався, Дуфеніє!                 | Слався, Дуфеніє!                                         | Дуфеншмірц                                                 |
| Слався, Дуфеніє!                 | Торба (мінус)                                            |                                                            |

## Другий сезон
Є два епізоди без саундтреків — це «Без Фінеаса і Ферба» включає «Space Adventure» та «Заклинач ящірки» включає соло єгипетської гітари без тексту.
| Епізод                                  | Назва пісні                                               | Виконавці                                                                   |
| Лохніське чудовисько                    | Завдання                                                  | Автоботи                                                                    |
| Лохніське чудовисько                    | Ми врятуємо всіх                                          | —                                                                           |
| Лохніське чудовисько                    | Наймокріший друг                                          | —                                                                           |
| Інтерв'ю з качкодзьобом                 | Швидка робоча пісенька                                    |                                                                             |
| Інтерв'ю з качкодзьобом                 | Який чудовий день                                         | —                                                                           |
| Слово дня                               | Е-Г-Л-Е-Т                                                 | Фінеас, Кендес, та народ                                                    |
| Атака 50-футової сестри                 | Бездоганна                                                | —                                                                           |
| Акваріум на подвір'ї                    | Коли ж подзвонить?                                        | —                                                                           |
| День живого желе                        | Ми замочимо цього монстра                                 | —                                                                           |
| Елементарно, Стейсі                     | Елементарно це                                            | —                                                                           |
| Навіть не кліпай                        | Ми стежимо, ми чекаємо                                    | Фінеас                                                                      |
| Навіть не кліпай                        | Швидка робоча пісенька                                    |                                                                             |
| У качкодзьоба                           | Швидка робоча пісенька                                    |                                                                             |
| У качкодзьоба                           | Злюка і я                                                 | Дуфеншмірц та його дівчина                                                  |
| Перрі відклав яйце                      | Технології проти природи                                  | —                                                                           |
| Віртуально чи реально?                  | Будьмо цифрові                                            | Б'юфорд, Балджіт, Ізабелла                                                  |
| Хроніки Міпа                            | Швидка робоча пісенька                                    |                                                                             |
| Хроніки Міпа                            | Космічні віражі                                           | Ферб                                                                        |
| Хроніки Міпа                            | Банга-ру                                                  | —                                                                           |
| Тадеус і Тор                            | Не пробитись в її серце ніяк                              | Дуфеншмірц, Love Händel                                                     |
| Тадеус і Тор                            | Танцюймо, невдахо                                         |                                                                             |
| Літак! Літак!                           | Швидка робоча пісенька                                    |                                                                             |
| Літак! Літак!                           | Так горіхово (джинґл)                                     | —                                                                           |
| Літак! Літак!                           | На борту гігантського літака                              | Ферб                                                                        |
| Вікторина                               | Вікторина                                                 | —                                                                           |
| Вікторина                               | Реклама ноги (джинґл)                                     |                                                                             |
| Автомийка                               | Фінтастично-Ферберична мийка                              | Фінеас та дівчата-скаути                                                    |
| А, ось ти де, Перрі                     | Вертайся, Перрі                                           | Мешканці Денвіля (переважно Фінеас, Ізабелла та Кендес)                     |
| Швейцарська родина Фінеаса              | Карл стажер                                               | —                                                                           |
| Швейцарська родина Фінеаса              | Швидка робоча пісенька                                    |                                                                             |
| Кліптастичний хітпарад Фінеаса і Ферба  | Це я — ваш Дуф                                            | Дуфеншмірц                                                                  |
| Квантові викрутаси Фінеаса і Ферба      | Today's Gonna be a Great Day (без українського дубляжу)   | Bowling for Soup                                                            |
| Квантові викрутаси Фінеаса і Ферба      | Буржуазія                                                 | Дуфеншмірц                                                                  |
| Гра в хованки                           | Якщо ти малий                                             | —                                                                           |
| Передчуття катастрофи                   | Романтичний круїз                                         | —                                                                           |
| Передчуття катастрофи                   | Літо нехай триває воно                                    | —                                                                           |
| Балджітлс                               | Зацініть мене                                             | Балджіт, Фінеас, Ферб                                                       |
| Ванессина брутальність                  | У космос ракету запусти (мінус)                           |                                                                             |
| Ванессина брутальність                  | Ти суперстар (мінус)                                      |                                                                             |
| Ванессина брутальність                  | Це я                                                      | Ванесса                                                                     |
| Більше ніяких справ із кроликами        | Фінедроїди і Ферботи (мінус)                              |                                                                             |
| Більше ніяких справ із кроликами        | Крізь окуляри мої                                         | —                                                                           |
| Більше ніяких справ із кроликами        | Швидка робоча пісенька                                    |                                                                             |
| Спа день                                | Спа день                                                  | Фінеас і Ферб                                                               |
| Спа день                                | Лікар Кокос                                               | —                                                                           |
| Політ на мильній бульбасці              | Всіх зможу підкорити                                      | Дуфеншмірц                                                                  |
| Ізабелла і храм деревного соку          | Отака вимога у зла                                        |                                                                             |
| Ізабелла і храм деревного соку          | Гімн дівчат-скаутів                                       | дівчата-скаути                                                              |
| Ізабелла і храм деревного соку          | Стійка краса                                              |                                                                             |
| Кендес, не сумуй                        | Карусель експрес-побачень                                 | Хор Денвіля                                                                 |
| Вечірка дівчат-скаутів                  | Давай, Кендес                                             | —                                                                           |
| Кодекс забіяки                          | Ледачий день настав (мінус)                               |                                                                             |
| Кодекс забіяки                          | Королева диско міні гольфу (мінус)                        |                                                                             |
| Кодекс забіяки                          | Він ладен на все, не може кинути лише                     | —                                                                           |
| У пошуках Мері МакГафін                 | Тато мій зовсім не лихий                                  | Ванесса                                                                     |
| Для чого це?                            | That's Wings, You Turkey                                  | Гайнс Дуфеншмірц                                                            |
| Для чого це?                            | Для чого це?                                              | Занзібар                                                                    |
| Для чого це?                            | Bust Em Beat Em Frenzy (Без українського дубляжу)         | Кендес                                                                      |
| Для чого це?                            | Funky Robot Romance                                       | —                                                                           |
| Атлантида                               | Анлантида                                                 | Фінеас, Ферб, Ізабелла, Балджіт, Б'юфорд, Ірвінг                            |
| Сфотографуй це                          | Мексикансько-єврейський культурний фестиваль              | Люди з фестивалю                                                            |
| Сфотографуй це                          | Нема цукерок в мені                                       | Балджіт, Кендес, Перрі, Б'юфорд, Фінеас, Ферб                               |
| Нудні танці                             | Танцюймо поки нас не знудить                              | —                                                                           |
| Нудні танці                             | Спа день (реміксований мінус)                             | —                                                                           |
| Роботожиття                             | Жабками скачемо в мішках                                  | Ферб та дівчата-скаути                                                      |
| Несподівана Сьюзі                       | Жуйка сердита                                             | —                                                                           |
| Несподівана Сьюзі                       | Ссавець-далекобійник                                      | Banana Factory Worker                                                       |
| Фінеас і Ферб: Зимові канікули          | Winter Vacation                                           | Bowling For Soup та колядники                                               |
| Фінеас і Ферб: Зимові канікули          | I Really Don't Hate Christmas                             | Дуфеншмірц                                                                  |
| Фінеас і Ферб: Зимові канікули          | That Christmas Feeling                                    | —                                                                           |
| Фінеас і Ферб: Зимові канікули          | Where Did We Go Wrong?                                    | Фінеас, Ізабелла, Балджіт, Кендес, Джеремі                                  |
| Фінеас і Ферб: Зимові канікули          | Danville For Niceness                                     | Фінеас, Ізабелла, Балджіт, Б'юфорд, мешканці Денвіля                        |
| Фінеас і Ферб: Зимові канікули          | Christmas is Starting Now                                 | —                                                                           |
| Фінеас і Ферб: Зимові канікули          | Thank You Santa                                           | Джеремі                                                                     |
| Фінеас і Ферб: Зимові канікули          | Хай буде Різдво веселим                                   | Фінеас, Ізабелла, Майор Монограм, Карл, Перрі, Балджіт, Б'юфорд, Дуфеншмірц |
| Фінеас і Ферб: Зимові канікули          | What Does He Want?                                        | Кендес                                                                      |
| Карл під прикриттям                     | Карл Інкогніто                                            | —                                                                           |
| Карл під прикриттям                     | Ми літаємо                                                | —                                                                           |
| Гіп гіп парад                           | День об'єднання Триштаття                                 | Love Händel                                                                 |
| Гіп гіп парад                           | Ти суперстар (мінус)                                      |                                                                             |
| Ідемо напролом                          | Ідемо напролом                                            | Love Händel (Боббі)                                                         |
| Зоряна година Кендес                    | Весільні пригоди                                          | Фінеас, Ферб, Ізабелла, дівчата-скаути                                      |
| Вторгнення Фербозамінювачів             | Ти не Ферб                                                | —                                                                           |
| Вторгнення Фербозамінювачів             | Попалися                                                  | Кендес                                                                      |
| Недитячі атракціони                     | Недитячі ігри                                             | —                                                                           |
| Чарівник країни див                     | Жовта дорога тебе поведе                                  | Ізабелла (добра відьма) та дівчата-скаути (Patchkins)                       |
| Чарівник країни див                     | Я хочу бути крутим                                        | Балджіт (Nerd-Crow)                                                         |
| Чарівник країни див                     | Дерев'яна мрія моя                                        | Джеремі                                                                     |
| Чарівник країни див                     | Я нічого не хочу                                          | Б'юфорд                                                                     |
| Чарівник країни див                     | Бажання вартових                                          | Вартові фортеці Дуфа                                                        |
| Чарівник країни див                     | Мої червоні чобітки                                       | Дуфеншмірц                                                                  |
| Чарівник країни див                     | Іржавий                                                   | Кендес                                                                      |
| Птах                                    | Слався, Дуфеніє! (мінус)                                  |                                                                             |
| Птах                                    | Віппі Ка Йа Є!                                            | —                                                                           |
| Птах                                    | Це Птах                                                   | —                                                                           |
| Без Фінеаса і Ферба                     | —                                                         | —                                                                           |
| Мисливці на Фінеаса і Ферба             | Гаплик                                                    | Кендес                                                                      |
| Мисливці на Фінеаса і Ферба             | Братів провчити маєш                                      | —                                                                           |
| Заклинач ящірки                         | —                                                         | —                                                                           |
| Робото-родео                            | Робото-родео                                              | —                                                                           |
| Робото-родео                            | Ізі кучерява                                              | —                                                                           |
| Секрет успіху                           | Всюдихід (Він може все здолать)                           | —                                                                           |
| Секрет успіху                           | Дайте грошеняток                                          | Дуфеншмірц                                                                  |
| Дуф повертає місяць                     | Поверх за поверхом (Будинок як гриб)                      | —                                                                           |
| Вона — мер                              | Швидка робоча пісенька                                    |                                                                             |
| Вона — мер                              | Never Gonna be an Ordinary Day (без українського дубляжу) | Paisley Sideburn Brothers                                                   |
| Лимонадний кіоск                        | З друзями так не можна                                    | —                                                                           |
| Оце так лабіринт                        | Так весело блукати в лабіринті                            | —                                                                           |
| Пані та панове, знайомтеся, Макс Модем! | Космічна Любов                                            | Макс Модем і Процесори                                                      |
| Пані та панове, знайомтеся, Макс Модем! | Я Ліндана і я хочу веселитися! (розширена версія)         | Ліндана                                                                     |
| Одного поля ягоди                       | Качка Момо — друг єдиний                                  | —                                                                           |
| Одного поля ягоди                       | Наш кращий фільм, а не ваш                                | Фани фентезі та наукової фантастики                                         |
| Одного поля ягоди                       | Качка Момо (заставка)                                     | —                                                                           |
| Гавайські канікули                      | Зі мною, Каліпсо, танцюй!                                 | —                                                                           |
| Гавайські канікули                      | Не щастить                                                | —                                                                           |
| Роздвоєння особистості                  | Ми зі мною                                                | Кендес                                                                      |
| Вимивання мізків                        | Я під контролем качкодзьоба                               | Дуфеншмірц                                                                  |
| Грай                                    | Ледачий день настав                                       | Джеремі                                                                     |
| Кендес покарано                         | Зробити крок мушу                                         | Джеремі                                                                     |
| Кендес покарано                         | Вечірка Кендес                                            | Кендес та люди з вечірки                                                    |
| Фінеас і Ферб: Літо належить тобі!      | Літо належить тобі                                        | Акторський склад (переважно Фінеас, Ізабелла, Кендес)                       |
| Фінеас і Ферб: Літо належить тобі!      | I Believe We Can (без українського дубляжу)               | Клей Ейкен та Чака Хан                                                      |
| Фінеас і Ферб: Літо належить тобі!      | Гумові м'ячі та стрічки                                   | Дядько Сабу                                                                 |
| Фінеас і Ферб: Літо належить тобі!      | Стрибати навколо світу                                    | Love Händel                                                                 |
| Фінеас і Ферб: Літо належить тобі!      | Follow the Sun (без українського дубляжу)                 | —                                                                           |
| Фінеас і Ферб: Літо належить тобі!      | J-Pop (Вітати в Токіо)                                    | Кузини Стейсі                                                               |
| Фінеас і Ферб: Літо належить тобі!      | У місті кохання                                           | Ізабелла                                                                    |
| Американські гірки: мюзикл!             | Гей, Ферб!                                                | Фінеас                                                                      |
| Американські гірки: мюзикл!             | Вам гаплик                                                | Кендес, Дженні, Стейсі                                                      |
| Американські гірки: мюзикл!             | Які плани і ідеї?                                         | Ізабелла                                                                    |
| Американські гірки: мюзикл!             | Обмежений світ                                            | Майор Монограм                                                              |
| Американські гірки: мюзикл!             | Carpe Diem                                                | Увесь акторський склад                                                      |
| Американські гірки: мюзикл!             | Американські гірки                                        | Усі на американських гірках (переважно Фінеас)                              |
| Американські гірки: мюзикл!             | Гіммельштумп                                              | Дуфеншмірц                                                                  |
| Американські гірки: мюзикл!             | Мам, глянь                                                | Кендес                                                                      |
| Американські гірки: мюзикл!             | А ти не замалий?                                          | Працівник американських гірок, Фінеас                                       |

## Третій сезон
Епізод без пісні — «Мамо, ти мене чуєш?».
| Епізод                                 | Назва пісні                                               | Виконавці                                       |
| Біжи, Кендес, біжи                     | Кендес, біжи                                              | —                                               |
| Останній поїзд до Баствіля             | Здаюсь!                                                   | Кендес                                          |
| Чарівна біосфера                       | Set the Record Straight                                   | Джеремі                                         |
| Кендеремі                              | Just the Two of Us                                        | —                                               |
| У череві чудовиська                    | The Shark of Danville Harbor                              | Captain Squint                                  |
| Місячна ферма                          | Moon Farm                                                 | —                                               |
| Кліп-О-Рама в День народження Фінеаса! | Завдання                                                  | Animatronic Animals                             |
| Кліп-О-Рама в День народження Фінеаса! | Швидка робоча пісенька (Навіть не кліпай)                 | —                                               |
| Кліп-О-Рама в День народження Фінеаса! | Ф-ігри (уривок)                                           | —                                               |
| Кліп-О-Рама в День народження Фінеаса! | Е-Г-Л-Е-Т (уривок)                                        | Фінеас                                          |
| Постав дурне питання                   | Buildin' a Supercomputer                                  | —                                               |
| Незбагненний однопрохідний             | Швидка робоча пісенька                                    | —                                               |
| Незбагненний однопрохідний             | Funhouse                                                  | —                                               |
| Відключена Кендес                      | Dance Baby                                                | —                                               |
| Чарівна подорож на килимі              | П'єра голова                                              | —                                               |
| Чарівна подорож на килимі              | Aerial Area Rug                                           | —                                               |
| День поганого волосся                  | With a Dart                                               | Дуфеншмірц                                      |
| Сюрприз з м'ясними рулетами            | Швидка робоча пісенька                                    | —                                               |
| Сюрприз з м'ясними рулетами            | М'ясний рулет                                             | Tiny Cowboy (за участю Кендес і Стейсі)         |
| Територія трьох каменів                | Зубадея (пародія на «Ґічі ґічі ґу»)                       | Акторський склад (дівчата-скаути)               |
| Династія Дуф                           | The Way of the Platypus                                   | —                                               |
| Фінеас і Ферб відключені               | Blueprints                                                | Бальджит, Ізабелла, Б'юфорд, Кендес, Дуфеншмірц |
| Справжній хлопець                      | Gumshine and Bubble Sun                                   | —                                               |
| Справжній хлопець                      | Real Boy                                                  | Норм                                            |
| Мамо, ти мене чуєш?                    | —                                                         | —                                               |
| Дорожні пригоди                        | Little Bit of Home on the Road                            | —                                               |
| Скідлі Віферс                          | Скідлі Віферс                                             | Голос з ТБ                                      |
| Тур де Ферб                            | Тур де Ферб                                               | —                                               |
| Мій прекрасний воротар                 | Lady Song                                                 | Eliza Fletcher                                  |
| Мій прекрасний воротар                 | Football X-7                                              | —                                               |
| Мій прекрасний воротар                 | Nostrils on the Bus                                       | The Nostrils                                    |
| Перрі актордзьоб                       | Let's Spend Half a Day                                    | —                                               |
| В яблучко!                             | Evil Tonight                                              | L.O.V.E.M.U.F.F.I.N. Members                    |
| Це дух                                 | Were-Cow                                                  | —                                               |
| Прокляття Кендес                       | Vampire Song                                              | —                                               |
| Втеча з вежі Фінеаса                   | Breakin' Out                                              | —                                               |
| Залишки Качкодзьоба                    | Сиртопія                                                  | —                                               |
| Залишки Качкодзьоба                    | Perry's Hat                                               | —                                               |
| Ферб латина                            | Ферб латина                                               | Фінеас, Ізабелла, Б'юфорд, Бальджит             |
| Свято оладків                          | Frenemies                                                 | Б'юфорд, Бальджит                               |
| Сімейне Різдво Фінеаса і Ферба         | Let It Snow, Let it Snow, Let it Snow                     | Ізабелла                                        |
| Сімейне Різдво Фінеаса і Ферба         | Good King Wenceslas                                       | Бальджит та Б'юфорд                             |
| Сімейне Різдво Фінеаса і Ферба         | We Wish You A Merry Christmas                             | Акторський склад                                |
| Ну і крокодил!                         | Subterranean Crocodile Apprehension Expedition            | —                                               |
| Ферб ТБ                                | Так це Норм                                               | —                                               |
| Ферб ТБ                                | Ducky Momo Theme Song                                     | —                                               |
| Мама в ударі                           | Perrytronic                                               | —                                               |
| Молодший Монограма                     | S'Fall                                                    | —                                               |
| Ескаліферб                             | Epic Monster Battle                                       | —                                               |
| Монстр з Ід                            | Deep Into Your Mind                                       | —                                               |
| Ї-рахи                                 | Ants                                                      | —                                               |
| Агент Дуф                              | Here's Why It is Great to Be a Baby                       | —                                               |
| Фінеас і Ферб у храмі Вочадуна         | Don't Look Down                                           | —                                               |
| Фінеас і Ферб у храмі Вочадуна         | Perry In a Fez                                            | —                                               |
| Доставка долі                          | Paul's Revelation Operetta (The Ballads of Paul)          | Love Händel                                     |
| Пострибаймо                            | Lies                                                      | Дуфеншмірц                                      |
| Найспокійніший день                    | I'm Handsome                                              | Дуфеншмірц                                      |
| Посварились — помирились               | Big Honkin' Hole in My Heart                              | Б'юфорд та Бальджит                             |
| Ягідна мандрівка                       | Drusselstein Driving Test Waltz                           | —                                               |
| Бьюфод загадковий                      | Runnin' From Love (In a Bear Suit)                        | —                                               |
| Сюрпризи сновиди                       | Jetpack Volleyball                                        | —                                               |
| Неспокійний день                       | Non Reaction Song                                         | —                                               |
| Міпопея у Сієтлі                       | Wee Wee Wee                                               | Мешканці рідної планети Міпа                    |
| Магніт для мами                        | We Are the Moms                                           | —                                               |
| Голова розумна                         | Big Brain                                                 | —                                               |
| Чашка кави з ворогом                   | Won't Keep Us Apart                                       | —                                               |
| Скарби ярмарку і секрети скрибка       | Swap Meet                                                 | —                                               |
| Дуфодзьоб                              | A Platypi Fight                                           | —                                               |
| Несамовитий Норм                       | Weaponry                                                  | Норм                                            |
| Коли зіштовхуються світи               | Китмінго                                                  | Б'юфорд                                         |
| Коли зіштовхуються світи               | Подвійна скакалка                                         | Роботи-подвійні скакалки (Валентина Лонська)    |
| Дорога на Денвіль                      | Їм сьогодні чомусь не щастить                             | —                                               |
| Гей, а де Перрі? Частина 1             | Це савана                                                 | Валентина Лонська                               |
| Гей, а де Перрі? Частина 1             | Нестандартний транспортний засіб                          | Фінеас та Б'юфорд                               |
| Гей, а де Перрі? Частина 1             | Я все зроблю для оцінок                                   | Карл                                            |
| Гей, а де Перрі? Частина 2             | Тільки Кендес і мавпи                                     | Кендес                                          |
| Знеструмлення                          | Що це таке?                                               | —                                               |
| Що я пропустив                         | Знову білкою стань                                        | —                                               |
| Це ваша передісторія                   | Couldn't Kick My Way Into Her Heart (уривок)              | Дуфеншмірц                                      |
| Це ваша передісторія                   | Тато мій зовсім не лихий (уривок)                         | Ванесса                                         |
| Це ваша передісторія                   | Злюка і я (instrumental)                                  | Дуфеншмірц та його дівчина                      |
| Це ваша передісторія                   | Мій ненависник (із змонтованими кадрами попередніх серій) | —                                               |

## Четвертий сезон
| Епізод                                                                     | Назва пісні                       | Виконавці                                                                       |
| Муха на стіні                                                              | Літо то з чого ж почнемо?         | Ізабелла, Б'юфорд, Балджіт                                                      |
| Муха на стіні                                                              | Муха на стіні                     | —                                                                               |
| Моя машина                                                                 | Пісенька Ванесси                  | Ванесса                                                                         |
| Моя машина                                                                 | В моїй машині                     | Фінеас, Ферб, Кендес, Джеремі, Лінда, Вівіан, Балджіт, мама Джеремі, Дуфеншмірц |
| Як риба об лід                                                             | Hockey Z-9                        | Хулігани з хокею                                                                |
| З Новим Роком                                                              | З Новим Роком                     | —                                                                               |
| Забіяка на завданні                                                        | Van Stomm's Rule One              | Б'юфорд Ван Сторм                                                               |
| Забіяка на завданні                                                        | If We Don't Succeed               | Б'юфорд                                                                         |
| Гармидер на подвір'ї                                                       | Backyard Hodge Podge              | Перрі Ґріп, Фінеас, Ферб, Б'юфорд, Ірвінг, Балджіт, Ізабелла                    |
| Кіндерлюмпер                                                               | Кіндерлюмпер                      | Дуфеншмірц, Роджер                                                              |
| Просто десерт                                                              | Rock Climbing Wall                | —                                                                               |
| Бджолиний день                                                             | День бджіл                        | Мешканці Денвіля                                                                |
| Бджолина історія                                                           | Бджолиний танець                  | Джинджер та дівчата-скаути                                                      |
| Запасна колія                                                              | Вертолітний бій                   | —                                                                               |
| Запасна колія                                                              | Національний гімн Ґренландії      | Професор Балюстрад                                                              |
| Запасна колія                                                              | На дрезині                        | Лайла Ягідка                                                                    |
| Заплутана історія                                                          | Un-Untieable Knot                 | Фінеас, Ферб, Кендес, Балджіт, Б'юфорд, Ізабелла                                |
| Обмін свідомістю                                                           | Square Dance                      | Кендес                                                                          |
| Обмін свідомістю                                                           | Shake Your Body                   | Два чуваки у парку, Carmen Carter                                               |
| Полювання на Перрі                                                         | Improbably Knot                   | Балджіт                                                                         |
| Полювання на Перрі                                                         | Б'юфорд у халепу вскочив          | Балджіт                                                                         |
| Кендес-кабра                                                               | Чупакабра                         | Фінеас, Ферб, Балджіт, Б'юфорд                                                  |
| З Днем народження, Ізабело                                                 | Іменинна пісенька Ізабелли        | Ізабелла, Балджіт, Б'юфорд                                                      |
| Великі краплі                                                              | Extraordinary                     | Кендес                                                                          |
| Де Пінкі?                                                                  | Історія Трьох Штатів              | Дон, відвідувачі ратуші, Кендес                                                 |
| Фінеас і Ферб: місія Марвел                                                | Астероїд                          | —                                                                               |
| Фінеас і Ферб: місія Марвел                                                | Це мої вулиці                     | —                                                                               |
| Фінеас і Ферб: місія Марвел                                                | Мої друзяки і я                   | —                                                                               |
| Фінеас і Ферб: місія Марвел                                                | Feelin' Super                     | Ian Osborne                                                                     |
| Фінеас і Ферб: місія Марвел                                                | Я хотіла помогти                  | Ізабелла, Кендес                                                                |
| Фінеас і Ферб: місія Марвел                                                | Feeling Froggy                    | —                                                                               |
| Спасибі, але не треба                                                      | Пірамідний спорт                  | —                                                                               |
| Троянська історія                                                          | Троя                              | Фінеас, Ірвінг, дівчата-скаути                                                  |
| Любов з першого байта                                                      | Інтерфейс                         | Хлоя, Норм                                                                      |
| Поворот                                                                    | Пісенька Монограма                | Майор Монограм                                                                  |
| Поворот                                                                    | Танець каяття                     | —                                                                               |
| Страхи                                                                     | Тривимірний альбом                | Love Händel                                                                     |
| Страхи                                                                     | Звичайнісінький альбом            | Love Händel                                                                     |
| Удача                                                                      | Я під сонечком танцюю             | Linda Strawberry                                                                |
| Повернення товару                                                          | Extremely Extreme                 | —                                                                               |
| Неідеальний шторм                                                          | Повний крах                       | Кендес                                                                          |
| Парові машини                                                              | Professor Elemental Future Past   | Professor Elemental                                                             |
| Це не пікнік                                                               | Пікнік-бій                        | Кендес                                                                          |
| Це не пікнік                                                               | Качка Момо                        | Кендес, Ванесса                                                                 |
| Страшна трилогія жахів трьох штатів                                        | Ні Момо                           | —                                                                               |
| Страшна трилогія жахів трьох штатів                                        | Пісенька Расті                    | Расті Бріджес                                                                   |
| Дрюсельштейновін                                                           | Фінеас і Ферб (ремікс)            | —                                                                               |
| Дрюсельштейновін                                                           | Королева вампірів і Первоцвіт     | Ферб                                                                            |
| Подивися страху просто в очі                                               | Місто з поролону                  | —                                                                               |
| Подивися страху просто в очі                                               | Ірландохід                        | —                                                                               |
| Ультиматум Клімпалуна                                                      | Балада про Клімпалуна             | Love Händel                                                                     |
| Дуф 101                                                                    | Дуф 101                           | —                                                                               |
| День батька                                                                | Fletcher Family Flying Circus     | Лоренс та дідусь Реджинальд                                                     |
| Операція «Кексик»                                                          | I Need My Letter Back             | Ізабелла та дівчата-скаути                                                      |
| Кендес-хлопець                                                             |                                   | —                                                                               |
| Історія руху опору в другому вимірі                                        |                                   | —                                                                               |
| Повернення злісного кролика                                                | Гігантська маріонетка             | —                                                                               |
| Живи і дай їздити іншим                                                    | Doof's Evil Hideout Vacation Swap | Шеріл (справжній ріелтор)                                                       |
| Загублені в Денвілі                                                        | Розкажи                           | Дуфеншмірц                                                                      |
| Мотивінатор                                                                | Мотивінатор                       | Дуфеншмірц                                                                      |
| Уже дорослі                                                                | Криза середнього віку             | Дуфеншмірц                                                                      |
| Уже дорослі                                                                | What Might Have Been              | Фінеас та Ізабелла                                                              |
| Фінеас і Ферб Рятують літо                                                 | Summer All Over the World         | Фінеас                                                                          |
| Фінеас і Ферб Рятують літо                                                 | О.Б.К.А. вам кінець               | LOVE MUFFIN                                                                     |
| Фінеас і Ферб Рятують літо                                                 | Irving's Camp Song                | Ірвінг                                                                          |
| Ніч живих аптекарів                                                        | Jump Right To It                  | Ґретчен та Джинджер, разом із дівчатами-скаутами                                |
| Ніч живих аптекарів                                                        | Армія мене                        | Дуфеншмірц, backed by the Fake Andrews Sisters                                  |
| Ніч живих аптекарів                                                        | Триангуляція                      | Ізабелла та дівчата-скаути                                                      |
| Ніч живих аптекарів                                                        | Багато мене                       | Дуфеншмірц та the Mindless Repulsive Pharmicists                                |
| Фінеас і Ферб: Зоряні війни                                                |                                   | —                                                                               |
| Фінеас і Ферб: Останній день літа                                          |                                   | —                                                                               |
| «Phineas and Ferb's Musical Cliptastic Countdown Hosted by Kelly Osbourne» |                                   | —                                                                               |

## Фінеас і Ферб у другому вимірі
| Назва пісні                    | Виконавці                                   | Автори пісень                                                                                       |
| Все значно краще із Перрі      | —                                           | Ден Повенмаєр, Джефф «Свомпі» Марш, Мартін Олсон, Алікі Теофілопулос, Ентоін Гілбауд, Денні Джейкоб |
| Містична сила (вирізана сцена) | Кендес                                      | Мартін Олсон                                                                                        |
| Знайшов я друга собі           | Дуфеншмірц та Дуфеншмірц із другого виміру  | Джон Колтон Беррі, Ден Повенмаєр, Мартін Олсон                                                      |
| Це літо (То з чого ж почнемо?) | Фінеас і Ферб                               | Ден Повенмаєр, Джефф «Свомпі» Марш, Мартін Олсон, Джон Колтон Беррі, Роберт Хеджес                  |
| Від тебе йду                   | —                                           | Джон Колтон Беррі                                                                                   |
| До нової реальності            | —                                           | Джон Колтон Беррі, Джеймс Бернштейн, Джефф «Свомпі» Марш, Мартін Олсон, Ден Повенмаєр               |
| Це буде чесна битва            | Love Händel                                 | Ден Повенмаєр, Джефф «Свомпі» Марш, Мартін Олсон, Джаред Реддік                                     |
| Ми — нерозлийвода              | —                                           | Ден Повенмаєр, Джефф «Свомпі» Марш, Денні Джейкоб                                                   |
| Kick It Up a Notch             | Фінеас, Ферб, Дуфеншмірц-2 та музикант Слеш | Ден Повенмаєр, Джефф «Свомпі» Марш, Денні Джейкоб, Слеш                                             |

## Інше
Є також декілька інших музичних номерів, які відсутні у шоу, але застосовувались у рекламуванні. У даному розділі представлено 8 пісень.
| Назва пісні                   | Виконавці |
| Dadinator songs (4 пісні)     | Фінеас виконав 1 пісню, Ізабелла — другу, Дуфеншмірц — третю, а Ванесса — четверту. |
| We Wish You a Perry Christmas | Колядники |
| The Ballad of Klimpaloon      | Love Händel * Балада про Клімпалуна виконується в епізоді «Ультиматум Клімпалуна». |
| Conduct of the Dodger         | Фінеас та Дуфеншмірц |
| The Platypus Walk             | Джефф «Свомпі» Марш а також the Platypus Singers (Лора Дікінсон, Аарон Деніел Джейкоб, Денні Джейкоб) - The Platypus Walk не належить до жодного з епізодів. Він написаний спеціально для «Platypus Month». |
| Animatin' Rap                 | Ден Повенмаєр та Джефф «Свомпі» Марш |
| We're Gonna Put on a Show!    | Фінеас |
| O.W.C.A.                      | — * O.W.C.A. це ремікс на пісню YMCA |

## Кліптастичний хітпарад Фінеаса і Ферба 1 сезон
| Місце | Назва пісні                               | Виконавці                                        | Епізод                                         |
| 10    | Готуйтеся до Бетті                        | Гурт «Бетті» (Міссі, Тінк та Креш)               | В гостях у «Бетті»                             |
| 9     | Марсіанська королева                      | Кендес                                           | Науковий ярмарок (інша версія)                 |
| 8     | Втратив ритм                              | Фінеас та Шерман                                 | Чуваки, ми знову збираємо групу                |
| 7     | З днем народження, мамо!                  | Кендес, Фінеас, Ферб, Ізабелла та дівчата-скаути | Мамин день народження                          |
| 6     | Вони поганці                              | Кендес                                           | Цирк придурків                                 |
| 5     | Б.В.Ш (Білки в штанах) (розширена версія) | Два чуваки у парку                               | Комета Керміліана                              |
| 4     | Менший брате                              | Стейсі                                           | Нарешті!                                       |
| 3     | Торба (розширена версія)                  | Кендес та Ванесса                                | Я кричу, ти кричиш                             |
| 2     | На дворі пляж                             | Ферб                                             | Садові гноми і пляжна вечірка                  |
| 1 1/2 | Це я — ваш Дуф                            | Гайнц Дуфеншмірц                                 | Кліптастичний хітпарад Фінеаса і Ферба 1 сезон |
| 1     | Ґічі ґічі ґу (розширена версія)           | Фінеас, Ферб, Фербетки, Кендес                   | Фабрика зірок                                  |

## Кліптастичний хітпарад Фінеаса і Ферба 2 та 3 сезони
| Місце | Назва пісні                 | Виконавці                                        | Епізод                             |
| 10    | Вечірка Кендес              | Кендес та члени вечірки                          | Кендес покарано                    |
| 9     | Вертайся, Перрі             | Фінеас, Ферб, Кендес та інші                     | А, ось ти де, Перрі                |
| 8     | Це я                        | Ванесса та Ферб                                  | Ванессина брутальність             |
| 7     | Е-Г-Л-Е-Т                   | Фінеас і Кендес                                  | Слово дня                          |
| 6     | У місті кохання             | Ізабелла та Фінеас                               | Фінеас і Ферб: Літо належить тобі! |
| 5     | Літо (То з чого ж почнемо?) | Фінеас, Фінеас-2, Ферб, Ферб-2                   | Фінеас і Ферб у другому вимірі     |
| 4     | Знайшов я друга собі        | Дуфеншмірц і Дуфеншмірц-2                        | Фінеас і Ферб у другому вимірі     |
| 3     | Я під контролем качкодзьоба | Дуфеншмірц та члени вечірки                      | Вимивання мізків                   |
| 2     | Літо належить тобі          | Фінеас, Ферб, Ізабелла, дівчата-скаути та Кендес | Фінеас і Ферб: Літо належить тобі! |
| 1     | Все значно краще із Перрі   | —                                                | Фінеас і Ферб у другому вимірі     |